# ФК Будафок МТЕ
ФК Будафок МТЕ (мађ. Budafoki MTE), је мађарски фудбалски клуб из Будафока, Будимпешта, Мађарска. Клуб је основан 1912. године а боје клуба су црвена и црна 

## Историја
ФК Будафок МТЕ је основан 1912. године под именом Вилагош фудбалски клуб (Világosság Football Club). У то време Будафок није био део града Будимпеште, главном граду је приспојен тек 1950. године, такође заједно, са Ујпештем и Кишпештем

## Историја имена клуба
- 1912–1913: Вилагошаг фодбал чапат −
- 1913–1919: Атлетски и фудбалски клуб Будафок −
- 1919–1922: Радничко фискултурно друштво Будафок −
- 1922–1950: Аматерско фискултурно друштво Будафок ←
- 1950: ујединио се са Будимпештански градитељи
- 1950–1951: Будимпештански градитељи МТЕ − −Budapesti Gyárépítők MTE
- 1951–1956: Будимпештански градитељи СК − {Budapesti Gyárépítők SK}-
- 1956–1957: Радничко грађевински фискултурни клуб Будафок −
- 1957–?:  Спортско друштво Кинижи МТЕ Будафок −
- 1988–1992: Терлеј МТЕ Будафок −
- 1993–2006: Будафок ЛК −
- 2006–2007: Будафок Ломбард фудбалски клуб −Budafoki Lombard Labdarúgó "Club"
- 2007–2015: Фудбалски клуб Будафок −
- 2015–    : ФК Будафок МТЕ −